# Arcidiocesi di Cranganore

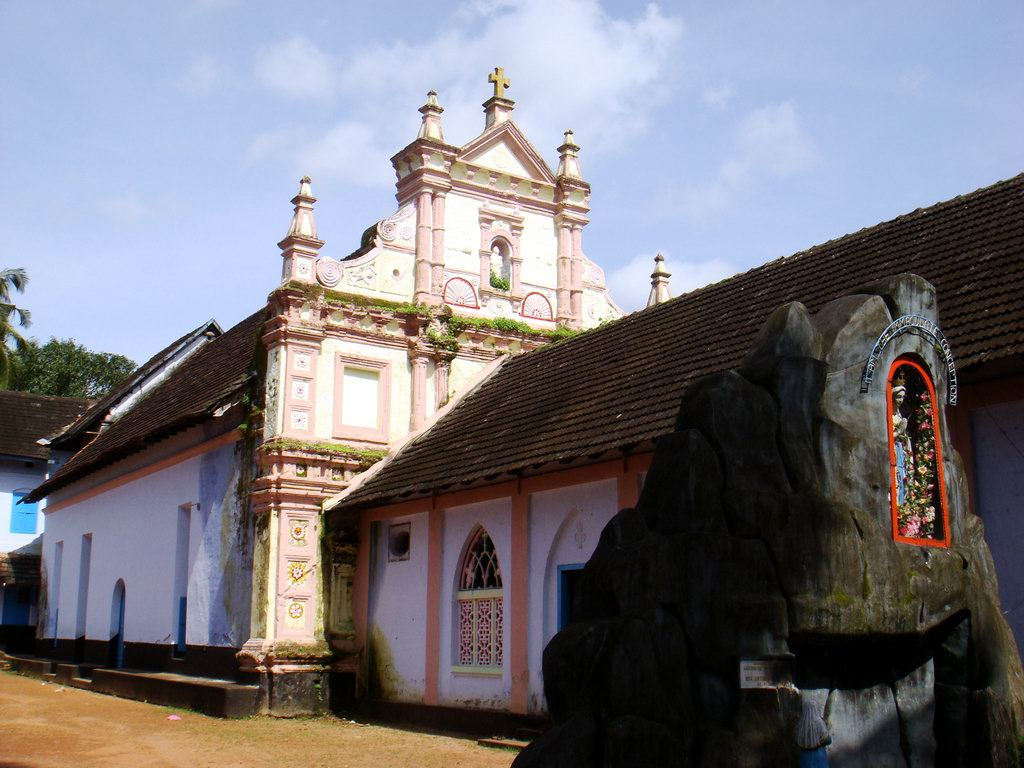
Chiesa di Sant'Ormisda ad Angamaly, edificata da Mar Abramo nel 1570, oggi concattedrale dell'arcieparchia di Ernakulam-Angamaly, della Chiesa cattolica siro-malabarese.

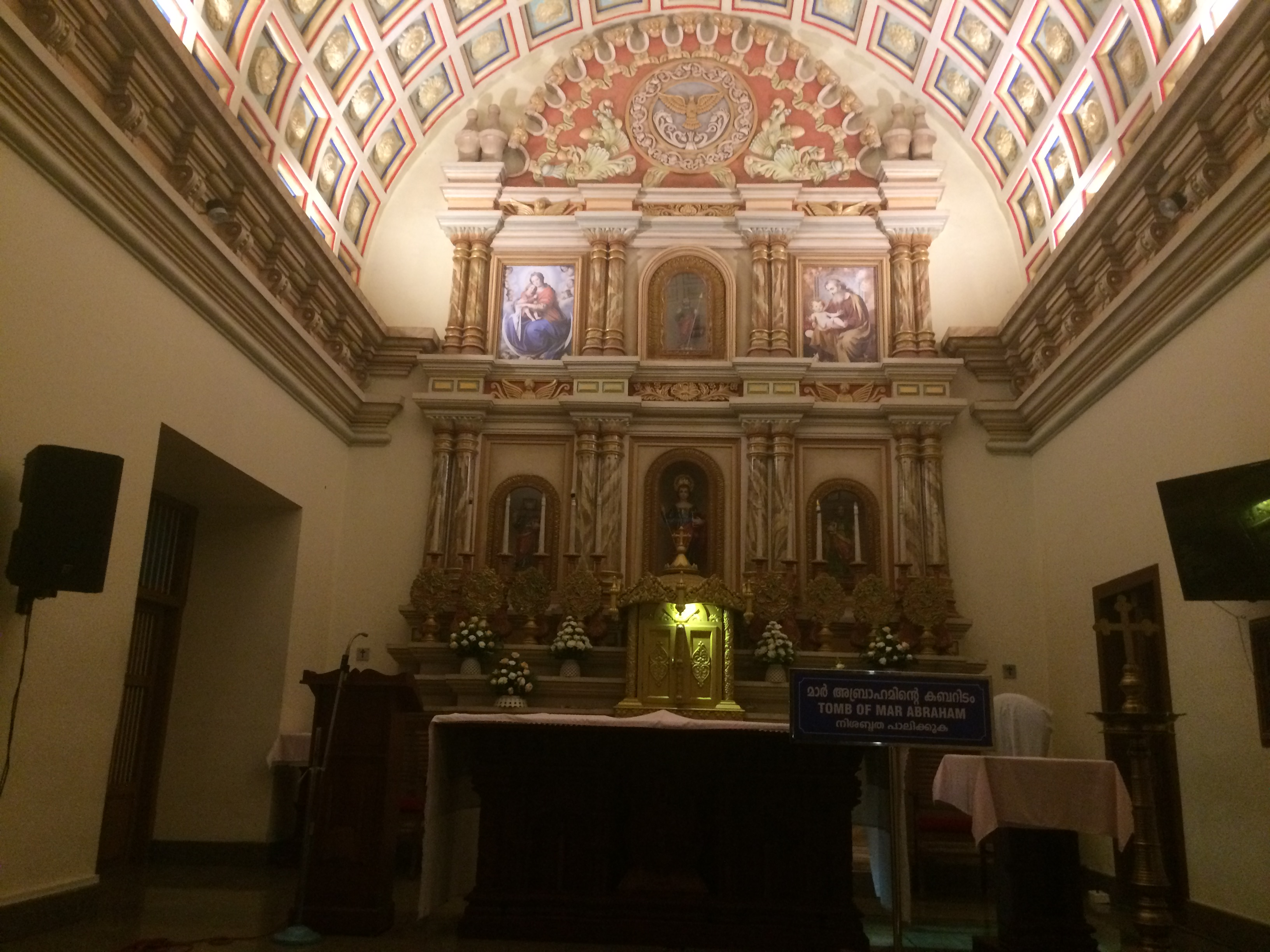
Interno della chiesa di Sant'Ormisda ad Angamaly.

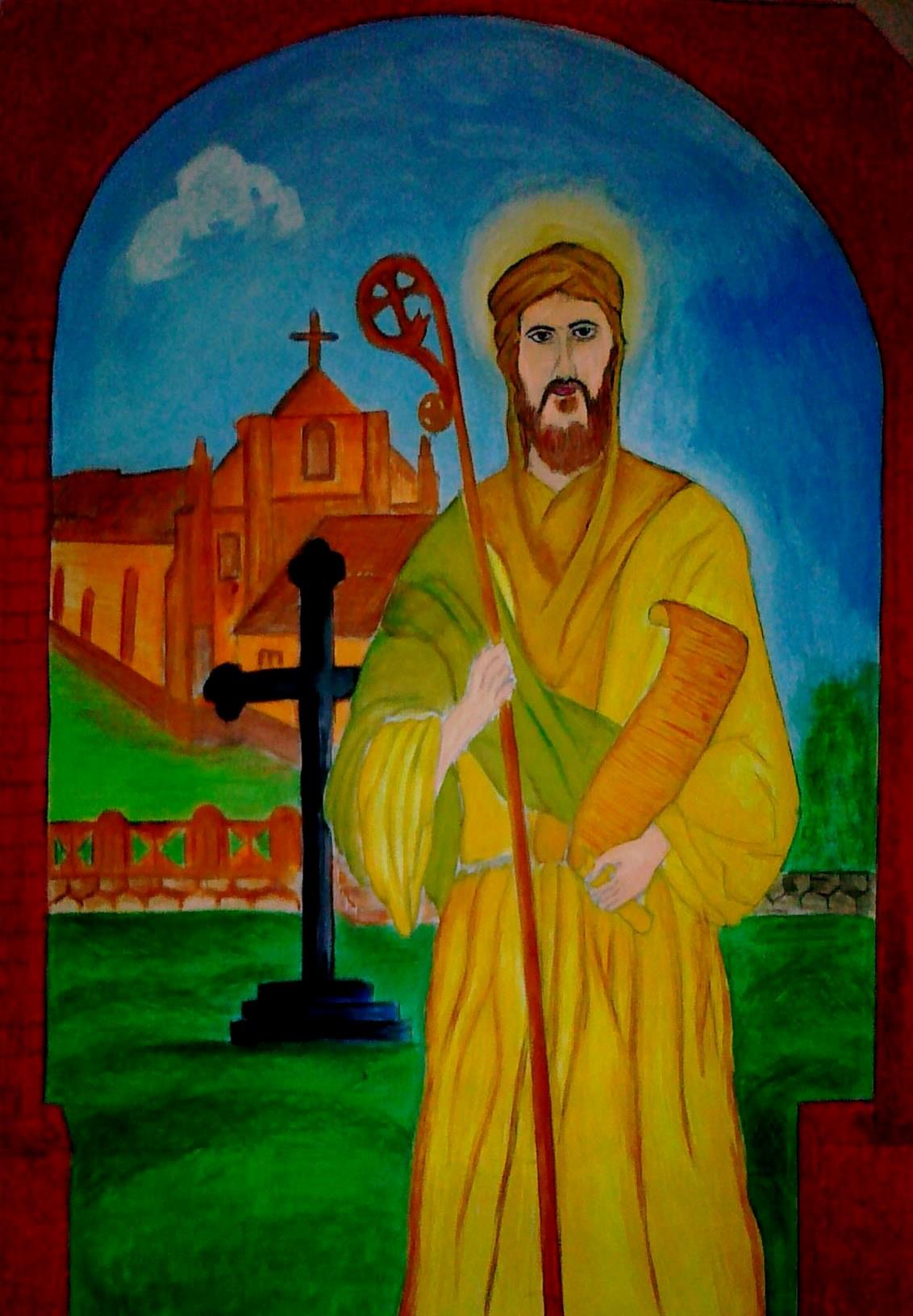
Rappresentazione moderna di Mar Abramo, ultimo metropolita di Cranganore/Angamaly inviato dalla Chiesa d'Oriente.

L'arcidiocesi di Cranganore (in latino: Archidioecesis Cranganorensis seu Angamalensis) è una sede soppressa della Chiesa cattolica.

## Territorio
L'arcidiocesi comprendeva parte degli stati indiani del Malabar e del Kerala ed aveva giurisdizione sui cristiani di San Tommaso (di rito caldeo) e sui cattolici di rito latino.
Sede arcivescovile era la città di Cranganore, dove si trovava la cattedrale di San Giovanni Battista.

## Storia

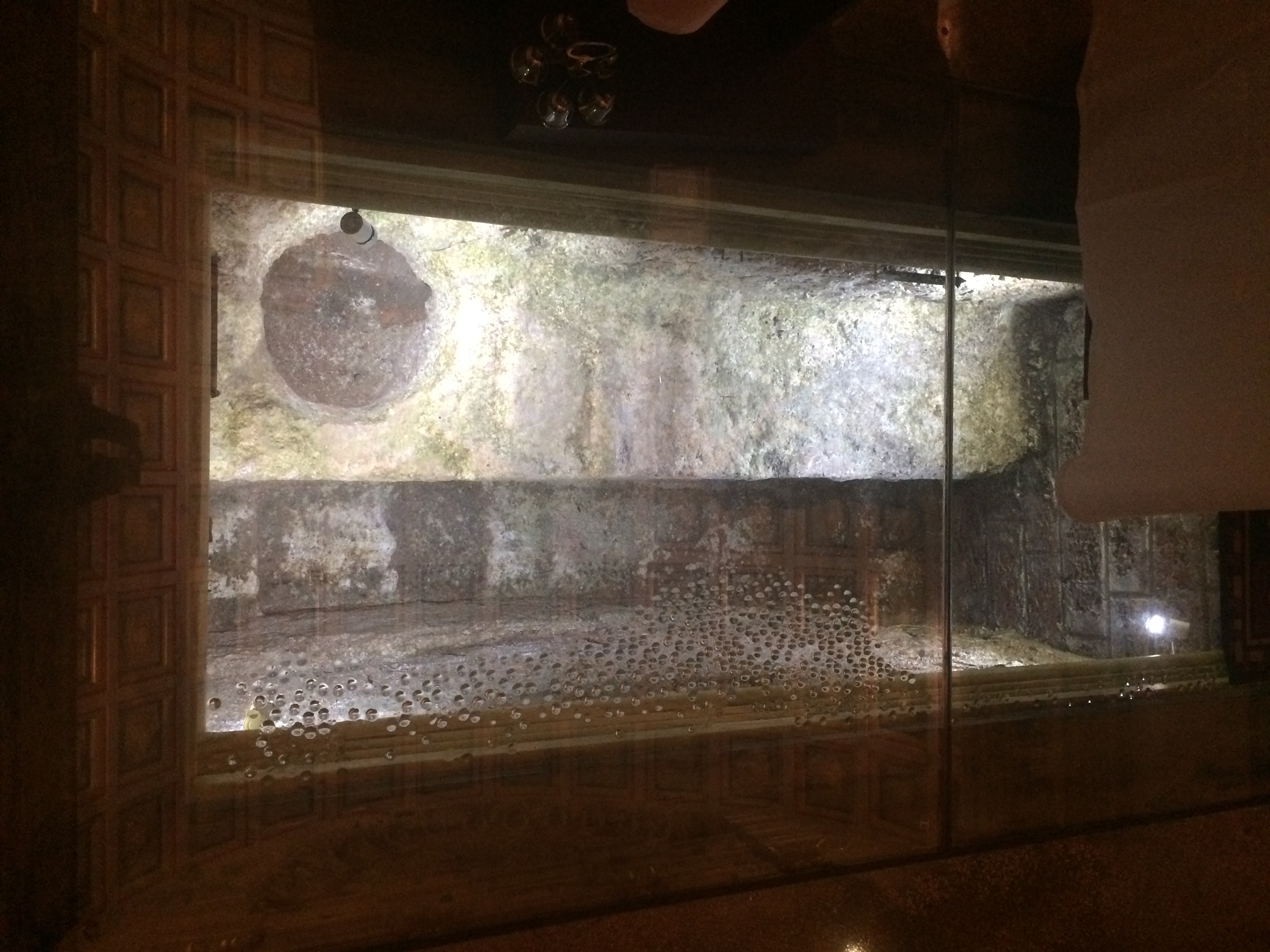
Tomba di Mar Abramo nella chiesa di Sant'Ormisda ad Angamaly.

L'arcidiocesi di Angamale sorse in epoca remota come sede vescovile della Chiesa d'Oriente. Da tempo immemorabile era usanza che, a inviare i vescovi alle sedi in India, fossero i patriarchi di questa chiesa, nella quale si è verificata a metà del XVI secolo una scissione fra quelli entrati in comunione con Roma e gli altri. L'ultimo vescovo di Angamale di cui si conosce il nome è Mar Abraham, nominato a tale sede dal papa Pio IV e inviato da Abdisho IV Maron (1562-1570), secondo patriarca della Chiesa cattolica caldea. Un vescovo rivale inviato dal patriarca nestoriano Eliyya VII (1576-1591) fu escluso dai portoghesi. Questi guardavano con sospetto anche Mar Abraham e alcuni scrittori di tale nazionalità dichiararono che morì eretico "di un grado senza paragone", mentre altri studiosi dicono che morì in unione con Roma. La sua morte avvenne agli inizi del 1597.
Alla fine del XV secolo i portoghesi approdarono sulle coste del Malabar ed entrarono in contatto con i cristiani di san Tommaso. I primi contatti furono molto positivi, tanto più che gli europei erano visti come i liberatori dagli arabi e dalle loro vessazioni; inoltre non mancarono affermazioni di fede cattolica da parte dei cristiani autoctoni. Ma ben presto, dopo l'erezione della diocesi di Goa (1537), i rapporti si incrinarono, soprattutto quando Goa iniziò ad attuare una politica di sottomissione dei cristiani malabarici al patronato portoghese e di latinizzazione dei riti ed usanze locali.
Tale attività fu promossa in particolare dall'arcivescovo di Goa Aleixo de Menezes nel sinodo di Diamper, celebrato nel mese di giugno 1599, due anni dopo la morte di Mar Abraham.
Il 20 dicembre 1599 l'arcidiocesi di Angamale fu ridotta, con breve di Clemente VIII, a semplice diocesi suffraganea di Goa e di rito latino, e l'anno successivo, il 4 agosto 1600, essa fu sottomessa, con il breve In supremo militantis del medesimo papa, al patronato regio portoghese; in cambio Lisbona doveva garantire al vescovo di Angamale una rendita annua di 500 cruzados.
Il 22 dicembre 1608 con la bolla Romanus Pontifex di papa Paolo V la diocesi fu elevata nuovamente al rango di arcidiocesi. Il 22 dicembre 1610 il medesimo papa ratificò il trasferimento della sede arcivescovile da Angamale, situata nel montagnoso entroterra, a Cranganore, sulle rive dell'oceano Indiano; in questa occasione il possedimento portoghese di Cranganore fu distaccato dalla diocesi di Cochin ed annesso a quello di Angamale. Da questo momento l'arcidiocesi assunse il nome di Cranganore o Angamale.
Alla morte di Mar Abraham, l'arcivescovo di Goa Aleixo de Menezes aveva nominato il gesuita Francisco Roz amministratore dell'arcidiocesi: questi, per dodici anni, era stato consigliere di Mar Abraham e superiore del seminario di Vaipicota. Lo stesso de Menezes insistette affinché sulla sede di Angamale venisse nominato un latino. Così, nel concistoro del 20 dicembre 1599, la Santa Sede accolse le istanze del de Menezes a condizione che l'arcidiocesi fosse ridotta a diocesi; nel medesimo concistoro Francisco Roz fu nominato vescovo di Angamale. Ricevette la consacrazione episcopale a Goa il 25 gennaio 1601.
Nella seconda metà del XVII secolo la fortezza di Cranganore fu conquistata dagli olandesi. D'ora in avanti l'arcidiocesi non sarà più sotto il diretto controllo politico-militare portoghese; tuttavia Lisbona farà sempre valere il suo diritto di patronato fino all'Ottocento. All'inizio del Settecento nella città di Cranganore erano rimasti pochi cattolici e tutte le chiese erano andate distrutte, compresa la cattedrale.
Il 24 aprile 1838, dopo diversi anni di sede vacante, l'arcidiocesi di Cranganore o Angamale fu soppressa con il breve Multa praeclare di papa Gregorio XVI ed i suoi territori annessi a quelli del vicariato apostolico di Verapoly (oggi arcidiocesi).
Il concordato del 21 febbraio 1857, fra la Santa Sede e il Portogallo, prevedeva il ristabilimento di Cranganore come semplice diocesi, suffraganea di Goa. Ma questo concordato, molto favorevole al Portogallo, non fu mai, di fatto, applicato, soprattutto perché Roma stessa lo denunciò per prima.
Con il nuovo concordato stabilito il 23 giugno 1886, all'epoca di papa Leone XIII, la Santa Sede ha rinunciato definitivamente al ristabilimento della sede di Cranganore. Il 1º settembre 1886 il titolo fu concesso ai vescovi di Damão e dal 1928 è appannaggio agli arcivescovi di Goa e Damão, nonostante la città di Cranganore non appartenga al territorio di queste diocesi: infatti essa è stata parte dell'arcidiocesi di Verapoly fino al 1987, quando fu istituita la diocesi di Kottapuram.

## Cronotassi dei vescovi
- Francisco Roz (o Rodríguez), S.I. † (20 dicembre 1599 - 18 febbraio 1624 deceduto)
- Stephanus de Britto, S.I. † (18 febbraio 1624 - 2 dicembre 1641 deceduto)
- Francisco Garcia Mendes, S.I. † (2 dicembre 1641 - 3 settembre 1659 deceduto)
  - Giuseppe Maria Sebastiani, O.C.D. † (17 dicembre 1659 - ?) (amministratore)
  - Alexander de Campo † (3 luglio 1666 - ?) (amministratore)
- Hieronymus de São Tiago (o Santiago), O.S.B. † (7 febbraio 1689 - ? dimesso)
- Diego Alvares † (19 aprile 1694 - 30 dicembre 1697 dimesso)
- Joannes Ribeiro, S.I. † (5 dicembre 1701 - 24 gennaio 1716 deceduto)
- Antonius Pimentel, S.I. † (20 gennaio 1721 - 6 marzo 1751 deceduto)
- Giovanni Luis, S.I. † (6 marzo 1751 - 11 ottobre 1754 deceduto)
- Salvator dos Reis, S.I. † (19 luglio 1756 - 7 aprile 1777 deceduto)
- Giuseppe Cariati † (16 dicembre 1782 - 9 settembre 1786 deceduto)
- Teodoro Botelho Homen Bernardes † (26 agosto 1806 - ?)
- Paulo a Santo Tomas de Aquino, O.P. † (17 dicembre 1819 - 19 dicembre 1823 deceduto)
- José Joaquim de Oliveira Carvalho, O.F.M. † (19 dicembre 1825 - 1835 deceduto)